# Festival du film d'humour de Chamrousse
Le Festival du film d'humour de Chamrousse est un ancien festival de cinéma consacré aux comédies.
Lancé en 1976, ce festival s'est tenu dans la station de sports d'hiver de Chamrousse jusqu'en 1996. Il a été remplacé par le Festival international du film de comédie de l'Alpe d'Huez.

## Prix décernés
- Grand prix
- Prix spécial du jury
- Prix de la critique
- Prix du public
- Grand prix du court-métrage

## Grands prix
Liste des films récompensés par le Grand prix,,, :
| Année | Titre du film                           | Réalisateur         | Nationalité             |
| ----- | --------------------------------------- | ------------------- | ----------------------- |
| 1976  | Nous nous sommes tant aimés             | Ettore Scola        | Italie                  |
| 1977  | Brancaleone s'en va-t-aux croisades     | Mario Monicelli     | Italie                  |
| 1978  | The Apple Game                          | Věra Chytilová      | Tchécoslovaquie         |
| 1979  | Hamburger film sandwich                 | John Landis         | États-Unis              |
| 1980  | Le Marathon d'automne                   | Gueorgui Danielia   | Union soviétique        |
| 1981  | Juste un gigolo                         | Luciano Salce       | Italie                  |
| 1982  | Les dieux sont tombés sur la tête       | Jamie Uys           | Afrique du Sud Botswana |
| 1983  | Y a-t-il enfin un pilote dans l'avion ? | Ken Finkleman       | États-Unis              |
| 1984  | Local Hero                              | Bill Forsyth        | Écosse                  |
| 1985  | Drôle de missionnaire                   | Richard Loncraine   | Royaume-Uni             |
| 1986  | Clockwise                               | Christopher Morahan | Royaume-Uni             |
| 1987  | Mon cher petit village                  | Jiří Menzel         | Tchécoslovaquie         |
| 1988  | Hector                                  | Stijn Coninx        | Belgique                |
| 1989  | Bal Poussière                           | Henri Duparc        | Côte d'Ivoire           |
| 1990  | Sidewalk Stories                        | Charles Lane        | États-Unis              |
| 1991  | Les Athéniens                           | Vassilis Alexakis   | France Grèce            |
| 1991  | Lola Zipper                             | Ilan Duran Cohen    | France                  |
| 1992  | Un vampire au paradis                   | Abdelkrim Bahloul   | France                  |
| 1993  | Une famille formidable                  | Mario Monicelli     | Italie                  |
| 1994  | Le Péril jeune                          | Cédric Klapisch     | France                  |
| 1995  | Louis 19, le roi des ondes              | Michel Poulette     | Canada                  |
| 1996  | Des nouvelles du bon Dieu               | Didier Le Pêcheur   | France                  |
| 1996  | La scuola                               | Daniele Luchetti    | Italie                  |